# تاريخ السويد (1611-1648)
خلال القرن السابع عشر، على الرغم من أنها نادرًا ما تضمنت أكثر من مليون نسمة، أنبثقت السويد كدولة ذات نفوذ خارجي أكبر بعد فوزها في الحروب ضد الدنمارك-النرويج، والإمبراطورية الرومانية المقدسة، وروسيا، والكومنولث البولندي الليتواني. ساعدت مساهماتها خلال حرب الثلاثين عامًا في عهد غوستاف الثاني أدولف على تحديد ميزان القوى السياسي، وكذلك الديني، في أوروبا.

## كارل التاسع
عندما تخلى الدوق يوهان، ابن يوهان الثالث ملك السويد وشقيق سييسموند الثالث فاسا، رسميًا عن حقه الوراثي في العرش في 6 مارس 1604، سمى كارل التاسع نفسه ملكًا. في الريكسداغ من نفس العام، ألزمت الطبقات أنفسها بالبروتستانتية بشكل لا رجعة من خلال استبعاد الكاثوليك من خلافة العرش، وأيضًا منعهم من شغل أي منصب أو كرامة في السويد. منذ ذلك الحين فصاعدًا، كان من المقرر أن يُحرم كل مرتد من الروم الكاثوليك من ممتلكاته ويُنفي من المملكة. في عهد كارل التاسع، لم تصبح السويد دولة بروتستانتية في الغالب فحسب، بل أصبحت أيضًا ملكية عسكرية في الغالب. هذا التغيير، الذي كان من شأنه أن يعطي طابعًا عسكريًا لسياسة السويد بأكملها على مدى المائة والعشرين عامًا القادمة، يعود إلى مرسوم خاص بريكسداغ تأسيس لينشوبينغ، تعلق بتكوين جيش نظامي تنفيذًا لاقتراح عاجل من كارل التاسع، حيث كانت كل محافظة في الدولة بعد ذلك مسؤولة عن توفير والإبقاء على عدد ثابت من المشاة والفرسان لخدمة الدولة. كان عدوها المباشر هو بولندا، التي هي الآن مرتبطة إقليميًا بالسويد وأيضًا بشكل سلالي.
اتخذ النضال شكل مسابقة من أجل امتلاك المقاطعات البلطيقية الشمالية. استعاد السويديون إستونيا في عام 1600، لكن جهودهم الحاسمة في 1601-1609 للحصول على موطئ قدم في ليفونيا أحبطت بسبب القدرة العسكرية للقائد العسكري برتبة جراند هيتمان في ليتوانيا، جان كارول شودكيفيتش. في 1608، انتقلت الأعمال العدائية إلى الأراضي الروسية. في بداية ذلك العام، أبرم تشارلز تحالفًا مع القيصر فاسيلي الرابع من روسيا ضد عدوهم المشترك، الملك البولندي، ولكن عندما عُزِل فاسيلي في عام 1610 من قبل رعاياه، وبدا أن القيصرية كلها على وشك أن تُحل، غيرت سياسة السويد تجاه روسيا طابعها.
حتى ذلك الوقت كان تشارلز يهدف إلى دعم القوة السلافية الأضعف ضد القوى الأقوى، ولكن بعد أن بدت روسيا على وشك الاختفاء من بين دول أوروبا، سعى رجال الدولة السويديون بطبيعة الحال إلى الحصول على بعض التعويض عن نفقات الحرب قبل أن يكون لدى بولندا الوقت لاستيعاب كل شيء. تمثلت البداية بحصار والاستيلاء على مقاطعة كيكسهولم في فنلندا الروسية في 2 مارس 1611، وفي 16 يوليو، احتُلت نوفغورود العظيمة وأُبرِمت اتفاقية مع قضاة تلك المدينة الثرية نصت على أن يُعترف بالابن الثاني لكارل التاسع، فيليب، كقيصر، إلا في حالة وصول إغاثة إلى نوفغورود العظيمة من موسكو. بعد ذلك، في الوقت الذي كان كل شيء فيه يعتمد على تركيز القوات، أسفر افتراض كارل غير الحكيم للقب «ملك اللابيين في نورلان» التي كان شعبها ينتمون إلى التاج الدنماركي، عن إشراكه في حرب أخرى مع الدنمارك، حرب معروفة في التاريخ الاسكندنافي بحرب كالمار، نظرًا لأن قلعة كالمار السويدية كانت الموقع الرئيسي للأعمال العدائية. هكذا تحولت القوات السويدية من هدفها الحقيقي ونُقلت إلى حرب أخرى، معركة حتى إن تمكنوا في الانتصار فيها، فإن ذلك النصر لن يكون مربحًا بشكل نسبي. لكنه لم يكن نصرًا على الإطلاق، بل كان كارثة جنيها كارل التاسع من هذا المشروع الطائش.
اختتمت حرب كالمار بحكمة من قبل ابن كارل، غوستافوس أدولفوس في السنة الثانية من عهده، وكان ذلك بتوقيعه معاهدة كناريد في 20 يناير 1613. على الرغم من ذلك، أسفرت تلك الحرب عن فرض التزامات مالية باهظة ومعاناة شديدة على السويد لتتسبب في نشوب حريق من الكراهية كان من شانه أن يستمر في الاحتراق بشراسة على مدى القرنين التاليين، العداء الطويل المشتعل بين الدولتين الشقيقتين في إسكندنافيا الذي يعود تاريخه إلى الأيام الدموية لكريستيان الطاغية.